# Нордербраруп
Нордербраруп (њем. Norderbrarup) општина је у њемачкој савезној држави Шлезвиг-Холштајн. Једно је од 134 општинска средишта округа Шлезвиг-Фленсбург. Према процјени из 2010. у општини је живјело 691 становника. Посједује регионалну шифру (AGS) 1059063.

## Географски и демографски подаци
Нордербраруп се налази у савезној држави Шлезвиг-Холштајн у округу Шлезвиг-Фленсбург. Општина се налази на надморској висини од 19 метара. Површина општине износи 4,0 km². У самом мјесту је, према процјени из 2010. године, живјело 691 становника. Просјечна густина становништва износи 174 становника/km².